# Ruggiero Bonghi

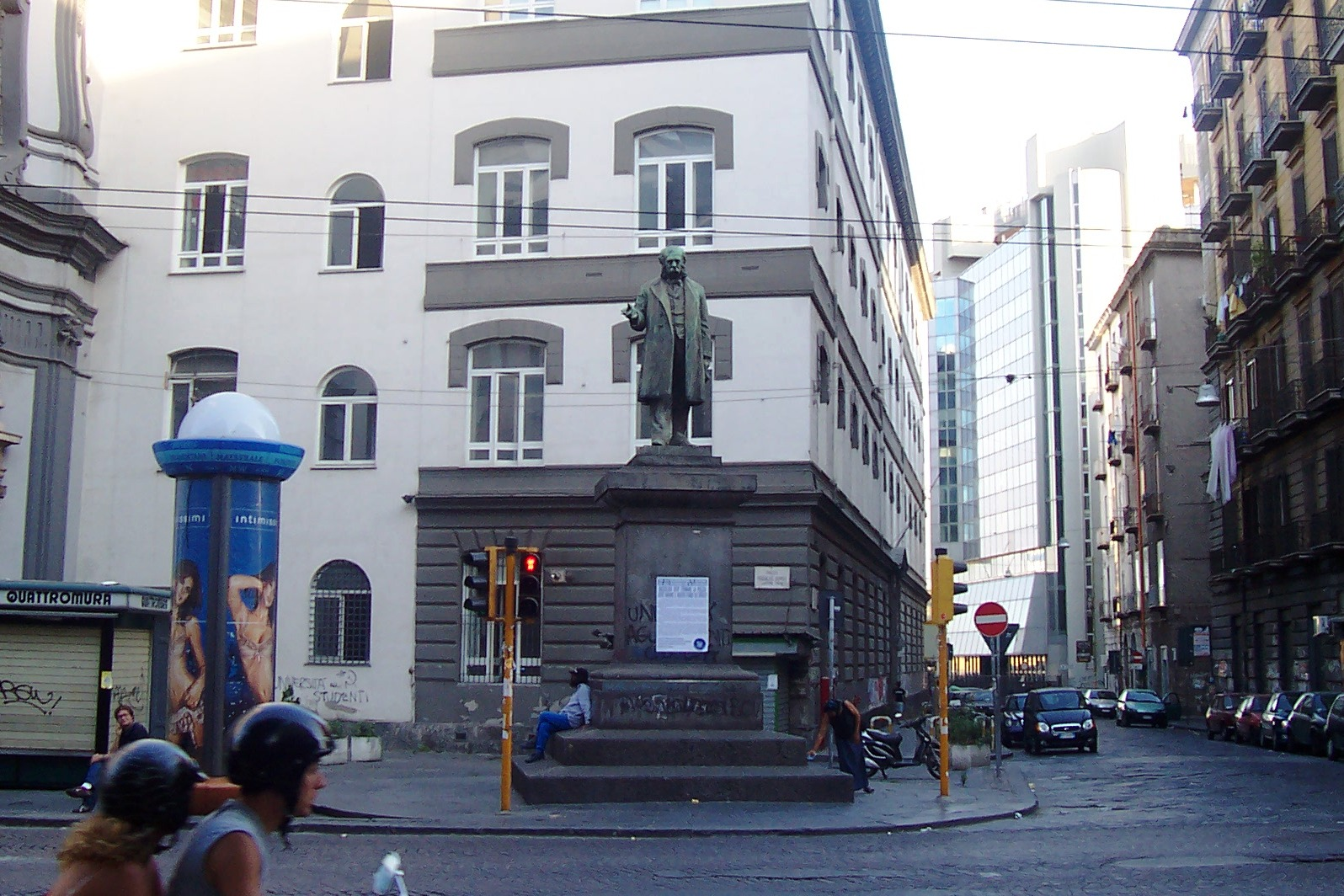
Statua di Ruggiero Bonghi, situata al Corso Umberto I di Napoli

Ruggiero Francesco Saverio Vincenzo Giuseppe Bonghi (Napoli, 20 marzo 1826 – Torre del Greco, 22 ottobre 1895) è stato un filologo e politico italiano.

## Biografia
Nato a Napoli da Luigi, di Lucera, e da Carolina de Curtis, fu fecondo scrittore e versatile giornalista moderato, ebbe contatti con vari esponenti della cultura italiana del XIX secolo, tra i quali Antonio Rosmini e Alessandro Manzoni.
Figliastro del poeta e letterato purista Saverio Baldacchini, fu attivo negli ambienti liberali neoguelfi napoletani. Nel 1848 pubblicò con il patrigno e con Carlo Troya, allora presidente del governo costituzionale delle Due Sicilie, il quotidiano Il Tempo.
Il colpo di mano di Ferdinando II delle Due Sicilie del 15 maggio 1848, con il quale cessava l'esperimento di democrazia costituzionale, lo colse a Roma, dove era stato inviato dal Troya a trattare con Pio IX la costituzione di una lega italiana contro l'Austria; Bonghi preferì non ritornare a Napoli, scegliendo l'esilio dapprima a Roma, in seguito a Firenze, dove frequentò il Gabinetto Viesseux. Espulso da Firenze su richiesta del governo delle Due Sicilie, fu esule in varie capitali europee (Parigi, Londra, Torino) e in gravi difficoltà economiche. Nel 1855 a Stresa incontrò Manzoni, che lo convinse che il fiorentino dovesse essere il modello dell'italiano. Scrisse sedici lettere al direttore de «Lo Spettatore» Celestino Bianchi, nelle quali, rispondendo alle critiche di Alessandro D'Ancona apparse sullo stesso periodico, in realtà interveniva sul tema della lingua; le lettere vennero poi pubblicate in volume con il titolo Perché la letteratura italiana non sia popolare in Italia.
Nel 1859 ottenne la cattedra di Logica all'Università di Pavia. Fu professore di letteratura latina e di storia antica e moderna nelle Università di Firenze, Roma e Torino, dove nel 1862 fondò «La Stampa» (da non confondere con l'omonimo quotidiano attuale).
Trasferitosi a Milano, dal 1866 al 1874 diresse il quotidiano «La Perseveranza» e collaborò alla «Nuova Antologia» e a «Il Politecnico». Nel 1881 fondò la rivista «La Cultura». Agli anni milanesi risale la sua definizione della città di Milano quale "capitale morale d'Italia", che poi ebbe molta fortuna nei decenni seguenti.
Fu deputato (1860-1895), eletto nei collegi di Agnone e di Lucera, e Ministro dell'Istruzione Pubblica (1874-1876) durante il governo Minghetti II. Nel 1872 aveva avversato la proposta di legge formulata da Cesare Correnti di abolire le facoltà teologiche nelle università statali, ma, al tempo stesso, era contrario all'istituzione di università che dipendessero esclusivamente dall'autorità ecclesiastica e si batté per la conservazione del placet e dell'exequatur nella legge delle guarentigie. Come ministro potenziò il ruolo di provveditori e ispettori scolastici. Cercò inoltre di obbligare i docenti ad avvalersi di libri di testo. Riguardo alla laicità dell'istruzione, Ruggiero Bonghi criticò l'inefficacia dell'insegnamento religioso nelle scuole popolari pubbliche impartito, a suo avviso, da maestri del tutto impreparati: pertanto l'insegnamento religioso doveva essere bandito dalle scuole pubbliche e relegato all'istruzione religiosa privata.
Riordinò l'Accademia della Crusca (1875), fondò la "Direzione generale degli scavi e dei Musei" (1875), istituì la "Biblioteca Vittorio Emanuele II" a Roma (1875), e fondò il "Collegio Convitto" di Assisi per gli orfani dei maestri e quello di Anagni per le orfane.

## Intitolazioni
- A Ruggiero Bonghi sono intitolate: la Biblioteca comunale, il Convitto nazionale e il Liceo Classico (originariamente annesso al Convitto e poi separatosi) di Lucera, città di origine della sua famiglia alla quale fu sempre legato culturalmente e politicamente, in qualità di deputato del collegio cittadino.
- A Napoli sono intitolati al Bonghi l'Istituto Comprensivo omonimo (infanzia, primaria e media), in via Vesuvio, nel rione Luzzatti-Ascarelli, una piccola piazza nei pressi della Facoltà di Lettere e Filosofia dell'Università Federico II, e una targa commemorativa sul fronte della casa dove il politico e letterato morì, in Corso Vittorio Emanuele a Torre del Greco.
- A Roma gli sono state intitolate una scuola e una via: la Scuola Primaria e Secondaria di I grado "Ruggero Bonghi" (sic), in via Guicciardini 8, nel quartiere Monti, e l'adiacente via Ruggero Bonghi (sic).
- A Torino gli è stata intitolata una piazza con area verde attrezzata nel quartiere Madonna di Campagna.
- A Trieste gli è stata intitolata una scala che dalla via Pasquale Revoltella sale fino alla via Dell'Eremo.
- A Nuoro è intitolata a lui una piazzetta del quartiere storico Seuna.
- Ad Anagni è intitolata a Ruggero Bonghi la piazza di fronte al Convitto Nazionale "Regina Margherita", costruito nel 1890. La sua costruzione fu caldeggiata dal Sindaco di Anagni del tempo, Vincenzo Giminiani, e fu resa possibile grazie all’interessamento di Ruggero Bonghi, Ministro della Pubblica Istruzione dal 1874 al 1876. Bonghi era particolarmente sensibile al tema visto che lui stesso aveva avuto esperienza come convittore a Napoli.
- Ad Ostuni è intitolata a Ruggero Bonghi un vicolo nella parte Ottocentesca della città

## Opere principali
Oltre a varie traduzioni di opere classiche, quali la Metafisica di Aristotele (Milano: F.lli Bocca,1942) l'Eutidemo e Protagora di Platone, alcuni titoli della sua attività letteraria sono:
- Perché la letteratura italiana non sia popolare in Italia (1856)
- Storia della finanza italiana (1868)
- Discorsi e saggi sulla pubblica istruzione (1876)
- Il conclave e l'elezione del pontefice (1878)
- Ritratti contemporanei: Cavour, Bismarck, Thiers (1879)
- Francesco d'Assisi (1884)
- Storia di Roma (1884-1896)
- Arnaldo da Brescia (1885)
- Vita di Gesù (1890)
- I fatti miei e i miei pensieri - pagine del Diario (1927)
- ”Come cadde la Destra” (a cura di Francesco Piccolo), Fratelli Treves Editori, Milano, 1929.